# 彩虹小馬可蒐集卡片遊戲
彩虹小馬可蒐集卡片遊戲（英語：My Little Pony Collectible Card Game）是基於動畫《彩虹小馬：友情就是魔法》所製作的交換卡片遊戲。該遊戲由Enterplay LLC根據孩之寶的授權製作，於2013年12月13日發布。

## 外部連結
- 官方網站 （页面存档备份，存于） （英文）